# Opel X16XEL
La sigla Opel X16XEL identifica un motore a scoppio prodotto dal 1994 al 2000 dalla Casa automobilistica tedesca Opel.

## Storia e caratteristiche

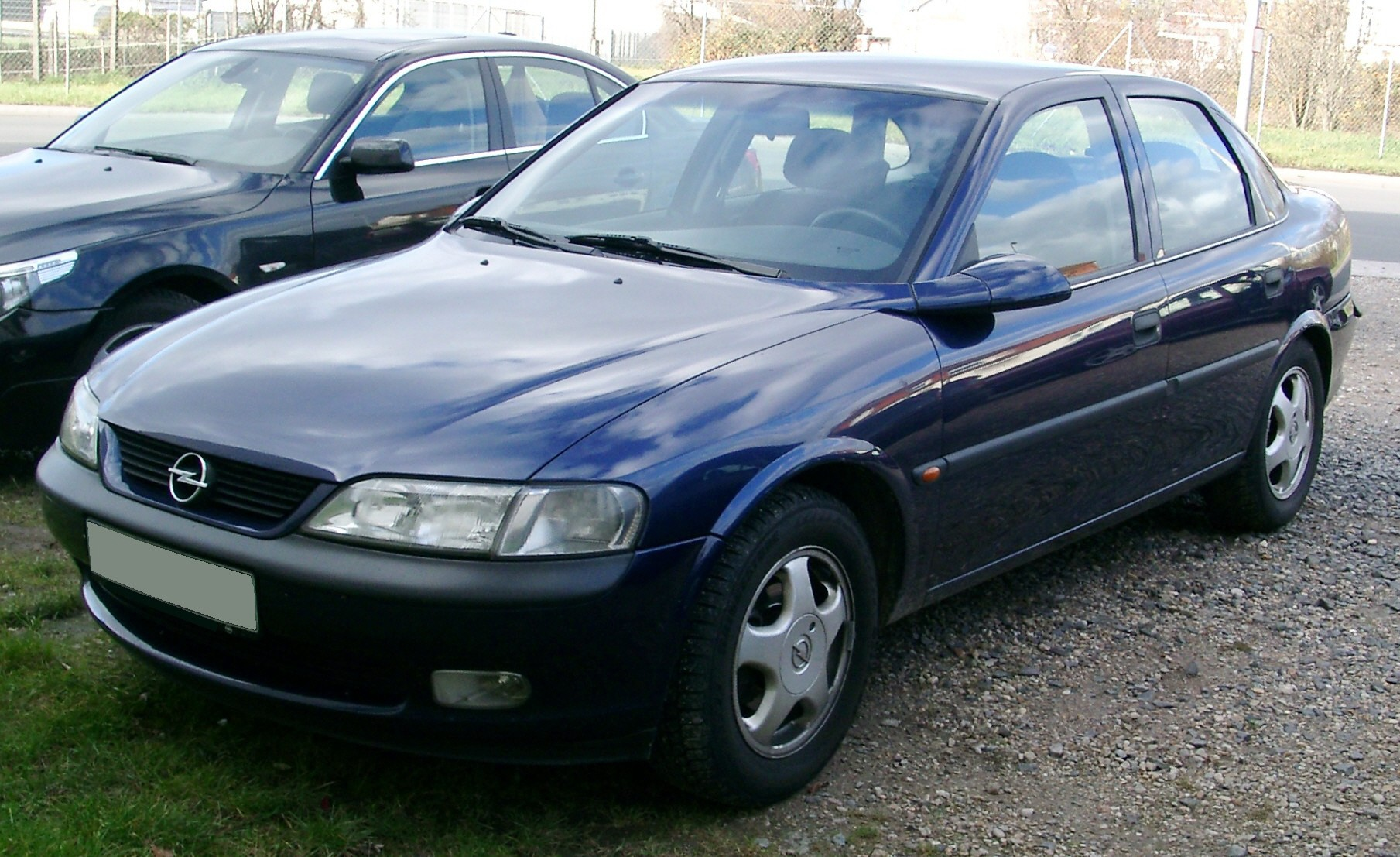
La Vectra B di base montava il 1.6 X16XEL

Il motore X16XEL della Opel è nato come variante del 1.6 OHC Four, una famiglia di motori Opel esistente già dalla seconda metà degli anni settanta. In seguito, e precisamente nel 1996, questo motore è stato fatto passare a far parte della nuova famiglia di motori Family I, dove è rimasto fino al suo pensionamento, avvenuto nel 2000. 

Con i 1.6 a corsa lunga dell'originaria famiglia OHC Four condivide diverse caratteristiche, come:
- architettura a 4 cilindri in linea;
- impostazione dimensionale di tipo sottoquadro;
- basamento in ghisa;
- testata in lega di alluminio;
- alesaggio e corsa pari a 79x81.5 mm;
- cilindrata di 1598 cm³;
- albero a gomiti su 5 supporti di banco.

Inoltre, propone alcune caratteristiche presenti solo su alcuni altri 1.6 OHC Four.
- distribuzione a doppio albero a camme in testa;
- testata a 4 valvole per cilindro;
- alimentazione ad iniezione elettronica multipoint;
- impianto di scarico con dispositivo catalizzatore.

Il motore X16XEL è nato effettuando alcuni affinamenti sull'unità motrice X16XE, già nota per le sue caratteristiche di basso consumo e basse emissioni, a tal punto da riuscire a rispettare già nel 1991 la direttiva Euro 3, nonostante non fosse ancora stata introdotta. Il motore X16XEL è quindi un'ulteriore perfezionamento del motore originario e, nell'ambito di un programma varato dalla General Motors durante gli anni novanta e volto ad abbattere consumi ed emissioni nocive, tale motore è stato spostato dalla famiglia OHC Four alla Family I, come già accennato in precedenza.

Questo motore era caratterizzato da un rapporto di compressione pari a 10.5:1 e l'iniezione era affidata ad una centralina Multec S. La potenza massima era di 101 CV a 6000 o 6200 giri/min, a seconda delle applicazioni, mentre la coppia massima era variabile tra 148 Nm a 3500 giri/min e 150 N·m a 3600 giri/min.

Il motore era dotato anche di sensore di battito in testa.

La sua produzione si è fermata nel 2000. Questo motore è stato sostituito dall'unità Z16XE, che soddisfa già la direttiva Euro 4.

## Applicazioni
Le applicazioni del motore X16XEL includono:
- Opel Astra F 1.6i 16v (1994-98);
- Opel Astra G 1.6i 16v (1998-2000);
- Opel Zafira A 1.6i 16v (1999-2000);
- Opel Vectra B 1.6i 16v 1995-2000).